# Collegio elettorale di Foligno (Senato della Repubblica)
Il collegio di Foligno fu un collegio elettorale uninominale della Repubblica Italiana appartenente alla Circoscrizione Umbria; fu utilizzato per eleggere un senatore della Repubblica nella XII, XIII e XIV legislatura.
Venne istituito nel 1993 con la cosiddetta Legge Mattarella (Legge n. 276, Norme per l'elezione del Senato della Repubblica), attuata in seguito al referendum abrogativo del 1993. La legge istituì per la Camera dei deputati e per il Senato della Repubblica un sistema di elezione misto, in parte maggioritario e in parte proporzionale. Il 75% dei parlamentari dell'assemblea veniva eletto in collegi uninominali tramite sistema maggioritario a turno unico; il restante 25% al Senato veniva eletto tramite recupero proporzionale dei più votati non eletti attraverso un meccanismo di calcolo denominato "scorporo", cioè sottraendo dal conteggio dei voti totali di una lista nella parte proporzionale i voti ottenuti dai candidati collegati alla medesima lista che erano eletti nei collegi uninominali con il sistema maggioritario.
Il collegio venne abolito insieme a tutti gli altri che costituivano il Senato con la promulgazione della legge elettorale successiva, la cosiddetta Legge Calderoli. Questa prevedeva un sistema proporzionale con premio di maggioranza, che al Senato veniva attribuito a livello regionale.

## Territorio
Il collegio di Foligno era uno dei 5 collegi uninominali in cui era suddivisa l'Umbria e, come previsto dal D.Lgs. del 20 dicembre 1993 n. 535, era costituito dai seguenti comuni: Bevagna, Campello sul Clitunno, Cannara, Cascia, Castel Ritaldi, Cerreto di Spoleto, Foligno, Giano dell'Umbria, Gualdo Cattaneo, Massa Martana, Montefalco, Monteleone di Spoleto, Nocera Umbra, Norcia, Poggiodomo, Preci, Sant'Anatolia di Narco, Scheggino, Sellano, Spello, Spoleto, Trevi, Vallo di Nera e Valtopina.

## Eletti
| Elezione | Elezione | Senatore             | Partito            |
| -------- | -------- | -------------------- | ------------------ |
|          | 1994     | Maria Antonia Modolo | Progressisti (PSI) |
|          | 1996     | Pierluigi Castellani | L'Ulivo (PPI)      |
|          | 2001     | Pierluigi Castellani | L'Ulivo (DS)       |

## Dati elettorali

### XII legislatura
|                               | Maria Antonia Modolo ✔️ Eletta | Progressisti       | 44 878  | 46,46 |  |  |  |  |  |
|                               | Roberto Busi                   | Alleanza Nazionale | 26 223  | 27,15 |  |  |  |  |  |
|                               | Pierluigi Castellani ✔️ Eletto | Patto per l'Italia | 25 488  | 26,39 |  |  |  |  |  |
| Totale                        | Totale                         | Totale             | 96 589  | 100   |  |  |  |  |  |
|                               |                                |                    |         |       |  |  |  |  |  |
| Voti non validi               | Voti non validi                | Voti non validi    | 10 617  | 9,90  |  |  |  |  |  |
| Votanti                       | Votanti                        | Votanti            | 107 206 | 87,00 |  |  |  |  |  |
| Elettori                      | Elettori                       | Elettori           | 123 224 |       |  |  |  |  |  |
|                               |                                |                    |         |       |  |  |  |  |  |
| Data: 27-28 marzo 1994        |                                |                    |         |       |  |  |  |  |  |
| Fonte: Ministero dell'interno |                                |                    |         |       |  |  |  |  |  |

### XIII legislatura
|                               | Pierluigi Castellani ✔️ Eletto | L'Ulivo             | 54 680  | 56,10 |  |  |  |  |  |
|                               | Maurizio Ronconi ✔️ Eletto     | Polo per le Libertà | 40 816  | 41,88 |  |  |  |  |  |
|                               | Provino Salvaneschi            | Lega Nord           | 1 966   | 2,02  |  |  |  |  |  |
| Totale                        | Totale                         | Totale              | 97 462  | 100   |  |  |  |  |  |
|                               |                                |                     |         |       |  |  |  |  |  |
| Voti non validi               | Voti non validi                | Voti non validi     | 8 242   | 7,80  |  |  |  |  |  |
| Votanti                       | Votanti                        | Votanti             | 105 704 | 84,86 |  |  |  |  |  |
| Elettori                      | Elettori                       | Elettori            | 124 569 |       |  |  |  |  |  |
|                               |                                |                     |         |       |  |  |  |  |  |
| Data: 21 aprile 1996          |                                |                     |         |       |  |  |  |  |  |
| Fonte: Ministero dell'interno |                                |                     |         |       |  |  |  |  |  |

### XIV legislatura
|                               | Pierluigi Castellani ✔️ Eletto | L'Ulivo                              | 45 204  | 45,10 |  |  |  |  |  |
|                               | Maurizio Ronconi ✔️ Eletto     | Casa delle Libertà                   | 41 967  | 41,87 |  |  |  |  |  |
|                               | Antonio Briguori               | Partito della Rifondazione Comunista | 6 258   | 6,24  |  |  |  |  |  |
|                               | Sergio Grifoni                 | Democrazia Europea                   | 3 078   | 3,07  |  |  |  |  |  |
|                               | Pietro Petesse                 | Lista Di Pietro                      | 2 436   | 2,43  |  |  |  |  |  |
|                               | Mauro Fonzo                    | Lista Pannella-Bonino                | 1 280   | 1,28  |  |  |  |  |  |
| Totale                        | Totale                         | Totale                               | 100 223 | 100   |  |  |  |  |  |
|                               |                                |                                      |         |       |  |  |  |  |  |
| Voti non validi               | Voti non validi                | Voti non validi                      | 6 094   | 5,73  |  |  |  |  |  |
| Votanti                       | Votanti                        | Votanti                              | 106 317 | 83,84 |  |  |  |  |  |
| Elettori                      | Elettori                       | Elettori                             | 126 809 |       |  |  |  |  |  |
|                               |                                |                                      |         |       |  |  |  |  |  |
| Data: 13 maggio 2001          |                                |                                      |         |       |  |  |  |  |  |
| Fonte: Ministero dell'interno |                                |                                      |         |       |  |  |  |  |  |